# 波尔图主教宫

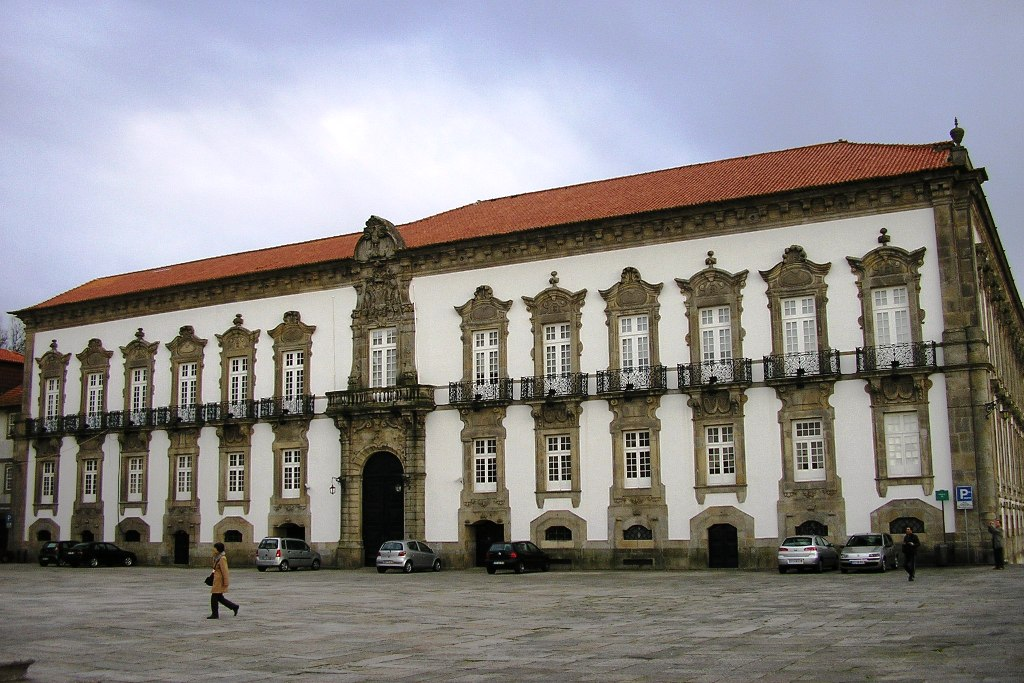
波尔图主教宫

波尔图主教宫（葡萄牙語：Paço Episcopal do Porto）是葡萄牙波尔图的一座历史建筑，曾是主教的住处。它位于城市的高处，靠近波尔图主教座堂，主宰着城市天际线。建筑风格为巴洛克和洛可可式样。它是波尔图历史中心的一部分，被列为世界遗产。